# جونيور سيلفا فيريرا
جونيور سيلفا فيريرا (مواليد 26 سبتمبر 1994) هو لاعب كرة قدم برازيلي.

## وصلات خارجية
- جونيور سيلفا فيريرا على موقع رابطة كرة القدم اليابانية للمحترفين (اليابانية)
- جونيور سيلفا فيريرا على موقع قاعدة بيانات كرة القدم.إي يو (الإنجليزية)
- جونيور سيلفا فيريرا على موقع Soccerway.com (الإنجليزية)
- جونيور سيلفا فيريرا على موقع عالم كرة القدم.نت (الإنجليزية)